# Донские казаки — ЮФУ
«Донские казаки — ЮФУ» — команда по гандболу из Таганрога, основанная в 1986 году.
Участник чемпионатов СССР: 1988—1991 (первая лига). Участник чемпионатов России: 1992/1993, 1994/1995 (первая лига), 1995/1996-2009/2010, 2012/2013, 2014/2015-2018/2019 (высшая лига), 2010/2011, 2011/2012, 2013/2014, 2019/2020, 2020/2021, 2021/2022 (Суперлига).
В октябре 2022 года Федерацией гандбола России клуб был исключён из всех внутрироссийских соревнований, все текущие результаты сезона были аннулированы. Комиссией по организации и проведению соревнований было вынесено шесть решений о предоставлении статуса «игрок без контракта» гандболистам клуба «Донские казаки — ЮФУ», было выявлено, что клуб систематически нарушает права игроков, задерживает выплату заработной платы, не выплачивает страховые взносы. В отношении игроков Юрия Сергеева и Дмитрия Чистобаева судом были установлены нарушения трудовых прав. По словам генерального директора ФГР Льва Воронина, «система управления клуба «Донские казаки — ЮФУ» не выдерживает никакой критики». Согласно президенту ФГР Сергею Шишкарёву «в последнее время ситуация в клубе стала абсолютно неуправляемой и неконтролируемой». Ему поступило письмо за подписью председателя попечительского совета клуба Константина Цыбенко с безосновательными и абсурдными обвинениями в адрес сотрудников ФГР. Был принят во внимание и инцидент с игроком команды Александром Синицыным, осужденным в Бресте за хулиганство.

## Названия
- «Факел»
- «Факел ТКЗ Красный котельщик»
- «Факел ТКЗ»
- «Таганрог — ЮФУ» (сентябрь 2018 — август 2020)
- «Донские казаки — ЮФУ» (с августа 2020).

## Достижения
- Чемпион России среди команд высшей лиги (2005/2006, 2012/2013, 2018/2019), бронзовый призёр (2009/2010, 2014/2015).
- Многократный чемпион Ростовской области.
- Финалист чемпионата ДСО «Труд» (1989).

## Известные игроки
- Филиппов, Василий Викторович
- Черноиванов, Александр Петрович
- Песков, Алексей Константинович
- Сорокин, Николай Владимирович
- Чуприна, Игорь Сергеевич
- Целищев, Лев Аркадьевич
- Афонин, Денис Александрович